# Occella iburia
Occella iburia är en fiskart som först beskrevs av Jordan och Starks, 1904.  Occella iburia ingår i släktet Occella och familjen pansarsimpor. Inga underarter finns listade i Catalogue of Life.